# Avaya
Avaya Inc. ist ein US-amerikanisches Kommunikationsunternehmen mit Sitz in Morristown im Bundesstaat New Jersey, das sich auf Telefonie, Callcenter-Technologie und Datennetzlösungen spezialisiert hat. Das Unternehmen wurde am 2. Oktober 2000 gegründet und ist an der New York Stock Exchange notiert. Avaya hat weltweit mehr als 13.000 Mitarbeiter. Die starke Präsenz von Avaya am deutschen Markt rührt von der Übernahme des deutschen Telekommunikationsunternehmens Tenovis im Jahr 2004 her.
Das Kommunikationsunternehmen ist eines der führenden Unternehmen im Bereich IP-Telefonie (VoIP), Unified Communications und Callcenter-Lösungen. Laut eigenen Angaben des Unternehmens setzen 90 % der Fortune-500-Unternehmen Produkte von Avaya ein. Die ebenfalls zum Unternehmen gehörenden Avaya Labs, die aus den Bell Laboratories hervorgegangen sind, arbeiten schwerpunktmäßig in ihrer Forschungs- und Entwicklungsarbeit im Bereich Kommunikationstechnologien. Avaya hat nach eigenen Angaben 5600 Patente in seinem Besitz bzw. angemeldet.

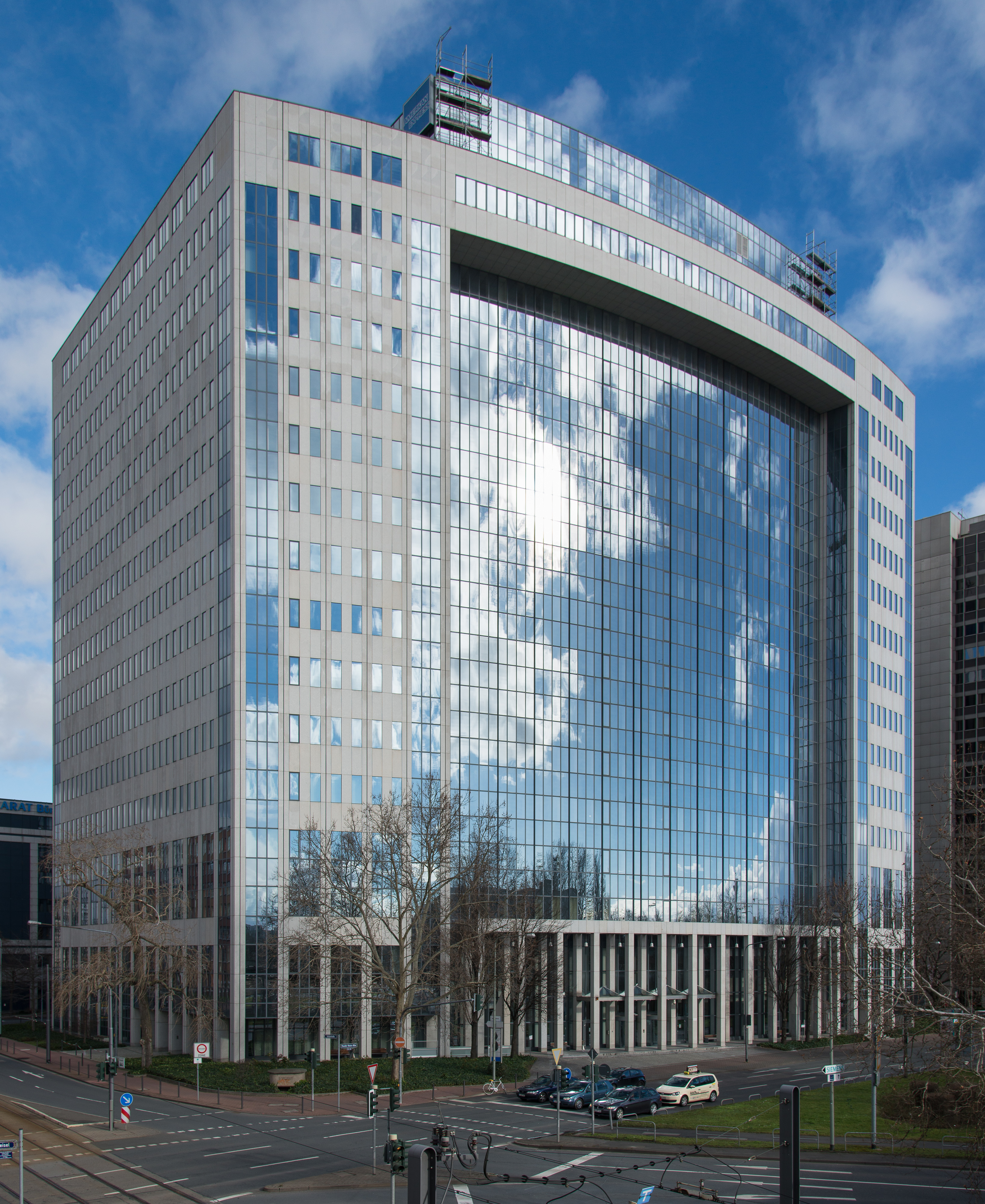
Deutschland-Sitz in Frankfurt

## Geschichte

### Ausgliederung aus Lucent Technologies
Am 2. Oktober 2000 wurde die Unified Communications und Callcenter-Sparte von Lucent Technologies ausgegliedert. Henry Schacht wurde Aufsichtsratsvorsitzender. Erster CEO wurde Don Peterson, der zuvor CFO bei Lucent war. Avaya erhielt das Börsenkürzel AV und begann den Handel bei 20 US-Dollar pro Aktie.
Vor dieser Ausgliederung gehörte das Unternehmen über ein Jahrhundert zu Western Electric und AT&T.

### Kauf von Tenovis
Im November 2004 wurde das deutsche Telekommunikationsunternehmen Tenovis mit 5.400 Mitarbeitern für 635 Millionen US-Dollar übernommen. Tenovis wurde bei der Integration in den Avaya-Konzern erheblich umgestaltet, unter anderem durch Gründung von Tochterfirmen, in die Unternehmensbereiche wie Montage und Service überführt wurden, Ausgliederung von Unternehmensteilen und durch weiteren Personalabbau. Mitte 2006 hatte Avaya europaweit 4.500 Mitarbeiter. Avaya beschäftigte in Deutschland im Geschäftsjahr 2007/2008 rund 3.560 Mitarbeiter; Anfang 2010 waren es noch 2.900 Mitarbeiter.

### Übernahme durch Investoren
2006 übernahm Louis D’Ambrosio den Posten des CEO und Präsidenten von Avaya; er trat im Juni 2008 unter Angabe gesundheitlicher Gründe zurück. Am 26. Oktober 2007 wurde Avaya durch die Investmentfirmen Silver Lake Partners und Texas Pacific Group (TPG), für 8,2 Milliarden US-Dollar oder 17,50 US-Dollar je Aktie, übernommen. Die Stammaktien wurden von der Börse genommen und seit Handelsbeginn am 26. Oktober 2007 werden sie nicht mehr an der New Yorker Börse (NYSE) gehandelt.

### Kauf von Nortels Enterprise-Sparte
Am 14. September 2009 wurde Avaya als Gewinner des Verkaufs der Nortel-Enterprise-Sparte bekannt gegeben. Avaya hatte den Zuschlag für 900 Millionen US-Dollar erhalten. Am 21. Dezember 2009 haben Avaya und Nortel offiziell den Verkauf abgeschlossen. Avaya hatte damit weltweit 21.000 Mitarbeiter.

### Erneuter Börsengang beantragt
Im Juni 2011 beantragte Avaya bei der US-Börsenaufsicht SEC seinen Börsengang und plante, damit rund eine Milliarde Dollar einzunehmen.

### Gläubigerschutz unter Chapter 11
Ende Januar 2017 meldete Avaya im Rahmen einer Insolvenz eine Restrukturierung mit Gläubigerschutz unter Chapter 11 an. Die deutschen Gesellschaften waren hiervon nicht betroffen.
Im Rahmen dieser Umstrukturierung veräußerte das Unternehmen sein komplettes Netzwerk-Geschäft an den amerikanischen Hersteller Extreme Networks.

### Beendigung der Restrukturierung und erfolgreicher Börsengang
Am 15. Dezember 2017 schloss Avaya die Restrukturierung unter Chapter 11 ab und wurde am 17. Januar 2018 an der New Yorker Börse unter dem Kürzel „AVYA“ notiert. Der Ausgabekurs betrug 21,70 US-Dollar.

### Erneute Insolvenz und Restrukturierung
Im Februar 2023 meldete Avaya erneut im Rahmen einer Insolvenz eine Restrukturierung mit Gläubigerschutz unter Chapter 11 an. Diese schloss Avaya Im Mai 2023 erfolgreich ab.

## Marktposition
Avaya wird von Branchen- und Technologieexperten als ein weltweit führender Anbieter in folgenden Bereichen anerkannt:
- Unified Communications und Unternehmenstelefonie[18]
- Bereich Contact Center[19]
- Enterprise-Messaging[20]
- Bereich Audiokonferenzen[21]
- Hardwarewartung[22]
- Managed Service

Gartner platiert Avaya im Leaders-Quadranten aufgrund seiner (Zitat) „umfassenden Vision und seiner Möglichkeiten, diese umzusetzen“:
- Leaders-Quadrant im Gartner Magic Quadrant für Unternehmenstelefonie, weltweit, 2009[23]
- Leaders-Quadrant im Gartner Magic Quadrant für Contact Center-Infrastruktur, weltweit, 2016[19]
- Leaders-Quadrant im Gartner Magic Quadrant für Unified Communications, weltweit, 2016[24]
- Führende Position in Gartners „Critical Capabilities for Wired and Wireless LAN Access Infrastructure-Report“[25]

## Produkte
- Kommunikationslösungen für kleine, mittlere und große Unternehmen und Behörden (TK-Anlagen, Telefone, IP-Telefonie, Unified Communications und Contact Center)
- Software Defined Networking Lösungen für Unternehmen und Behörden (Virtuelles Service Networking, Ethernet Switching, WLAN, Routing, Access Control, Management, Cloud-basierte Netzwerk-Service Lösung für Wireless LAN)
  - Virtual Services Platform (VSP 4000/7000/8000/9000)
  - Ethernet Routing Switch (ERS 3500/4000/5900)
  - WLAN 9100
  - Identity Engines (umfassende Netzwerk-Zugangskontroll Lösung)
- Dienstleistungen für Installation, Betrieb, Wartung und Consulting von Kommunikationslösungen und Datennetzen

## Sponsoringaktivitäten
Avaya war einer der Sponsoren der Fußball-Weltmeisterschaft 2006 in Deutschland und der Olympischen Winterspiele 2010 in Vancouver. Für die Lizenz als Sponsor der WM 2006 gab der Konzern 40 Millionen Dollar aus, weitere 60 Millionen Dollar für die Bereitstellung von Kommunikations-Infrastruktur.